# Johann Trost (Architekt)

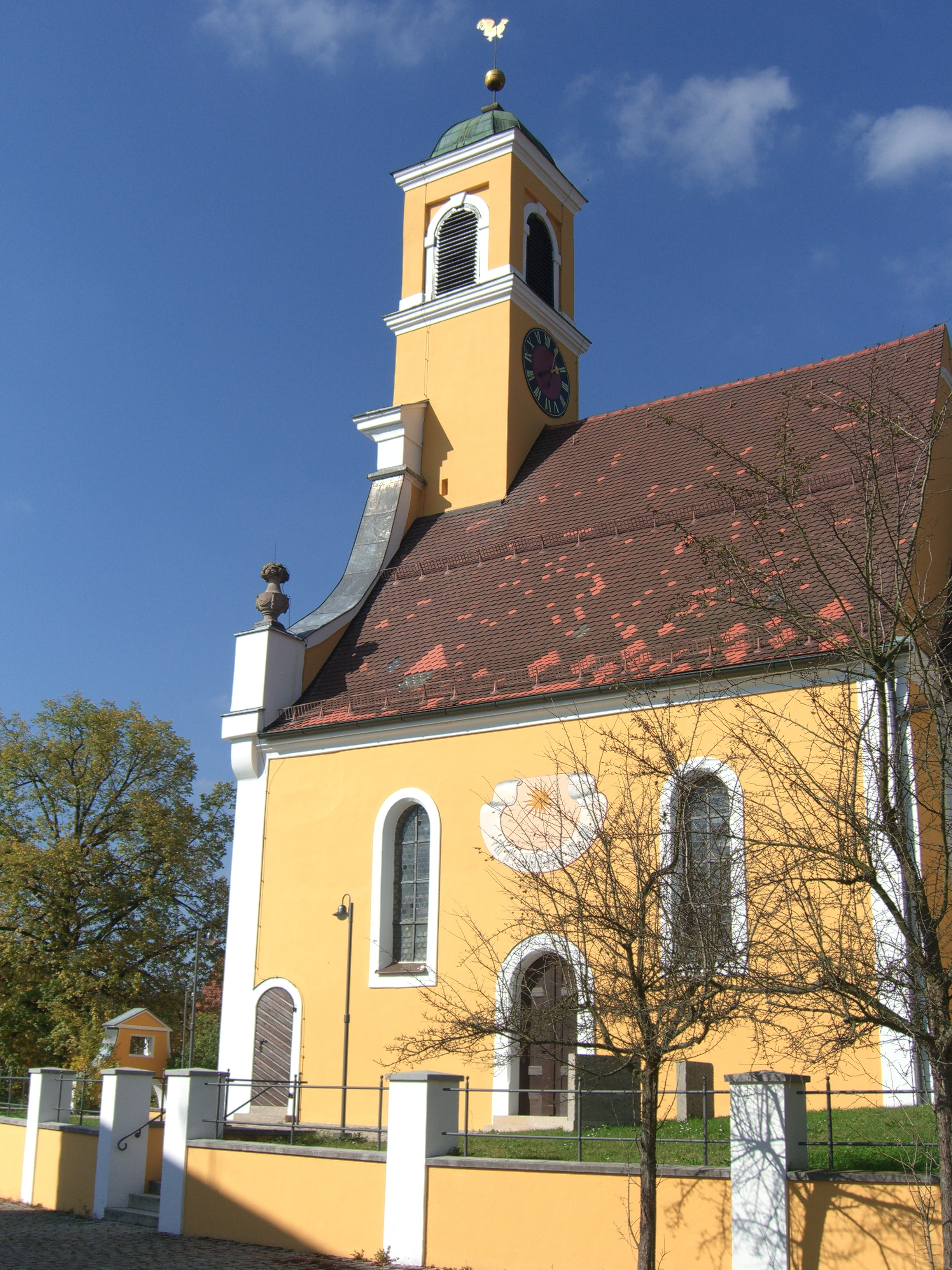
St.-Georgskirche in Igensdorf, Johann Trost 1687

Johann Trost (* 2. November 1639 in Nürnberg; † 2. Juli 1700 ebenda; auch: Johannes Trost) war ein deutscher Architekt.

## Leben
Zeichenunterricht erhielt er zunächst bei Johann Hauer, einem Nürnberger Maler und Kunsthändler. Von Georg Christian Gerck wurde er in den Grundlagen der Geometrie und des Festungsbaus unterwiesen. Nach Doppelmayr  reiste er 1660 auf Wunsch seiner Förderer zur Vertiefung seiner Kenntnisse nach Italien. Zunächst studierte er ein Jahr lang in Venedig Perspektive und Baukunst, um sich dann in Rom mit der dortigen Architektur, insbesondere dem Barockstil, vertraut zu machen. Von dort aus unternahm er eine Reise ins Königreich Neapel, blieb danach noch einige Monate in Rom und kehrte schließlich 1664 über Mailand und die Schweiz nach Nürnberg zurück.
Im Jahr 1672 nahm er als Freiwilliger am Holländischen Krieg auf Seiten der Holländer teil, für die er den Ausbau der Verteidigungsanlagen des Ortes Bodegraven leitete. Noch in den Niederlanden erhielt er die Bestellung zum Baumeister des Stadt- und Landalmosenamtes der Stadt Nürnberg und kehrte umgehend dorthin zurück. Seine erste große Aufgabe bestand in der Planung und Leitung des Wiederaufbaus der durch einen Brand zerstörten Franziskanerkirche, auch Barfüßerkirche genannt, der in den Jahren 1682 bis 1689 erfolgte.
Doppelmayr gibt an, J. Trost habe im Bezirk der Stadt Nürnberg den Bau einiger weiterer Gebäude und für auswärtige Auftraggeber den Bau verschiedener Schlösser geleitet und nennt dabei die Kirche der Gemeinde Igensdorf und das Schloss Schwarzenberg in Scheinfeld. Tatsächlich ist er nur als Baumeister der Igensdorfer Kirche bekannt, in der Baugeschichte des Scheinfelder Schlosses tritt er nicht in Erscheinung. Allerdings erfolgte der Wiederaufbau des Großgründlacher Schlosses, das sich im Besitz der Nürnberger Patrizierfamilie der Pfinzing befand, nach seinen Plänen.
Die in Nürnberg bekanntesten Gebäude, die unter seiner Leitung bzw. nach seinen Plänen entstanden, waren der nach einem Brand im Jahr 1696 erforderliche Neubau des „Gymnasium Aegidianum“, der 1699 beendet war, und die völlig neu gestaltete „Egidenkirche“, die beim selben Brand vernichtet worden war. Für den im Barockstil ausgeführten Neubau der Kirche St. Egidien fertigte J. Trost kurz vor seinem Tod die Pläne und Modelle. Die Bauausführung selbst wurde dann in den Jahren 1711–1718 von seinem Sohn Gottlieb Trost geleitet.